# Lassina Zerbo
Lassina Zerbo (n. 10 octombrie 1963, Burkina Faso)  este un politician burkinabez care ocupă funcția de prim-ministru din Burkina Faso între 10 decembrie 2021 - 23 ianuarie 2022. Înainte de aceasta, a fost secretar executiv al Organizației Tratatului de interzicere completă a testelor nucleare.